# Михайлівці (округ)
О́круг Михайлівці, також Міхаловце (словац. Okres Michalovce) — округ (район) в Кошицькому краї Словаччини. Межує з Україною.

## Статистичні дані
| Рік:            | 1994.   | 2004.   | 2014.   | 2024.   |
| --------------- | ------- | ------- | ------- | ------- |
| Кількість осіб: | 107 477 | 109 322 | 110 714 | 107 936 |
| Різниця:        |         | +1,71 % | +1,27 % | -2,50 % |

| Рік:            | 2023.   | 2024.   |
| --------------- | ------- | ------- |
| Кількість осіб: | 108 132 | 107 936 |
| Різниця:        |         | -0,18 % |

### Національний склад 2010
- словаки — 78,22 %
- угорці — 12,0 %
- роми — 7,01 %
- чехи — 0,63 %
- українці/русини — 0,62 %

### Конфесійний склад 2001
- католики — 51,7 %
- реформати — 20,4 %
- греко-католики — 10,7 %
- православні — 5,2 %
- лютерани — 2,3 %
- свідки Єгови −1,6 %.

## Географія
Розташовані Вигорлатські пагорби; Гуменські пагорби; Залужицькі пагорби; Кийовські пагорби; Підвигорлатські пагорби і Лаборецька нива.

## Автомагістралі
В окрузі прокладені наступні автомобільні шляхи:
- автошляхи I категорії — 48,874 км
- автошляхи II категорії — 144,942 км
- автошляхи III категорії — 222,825 км